# Deutschordenskommende Siersdorf

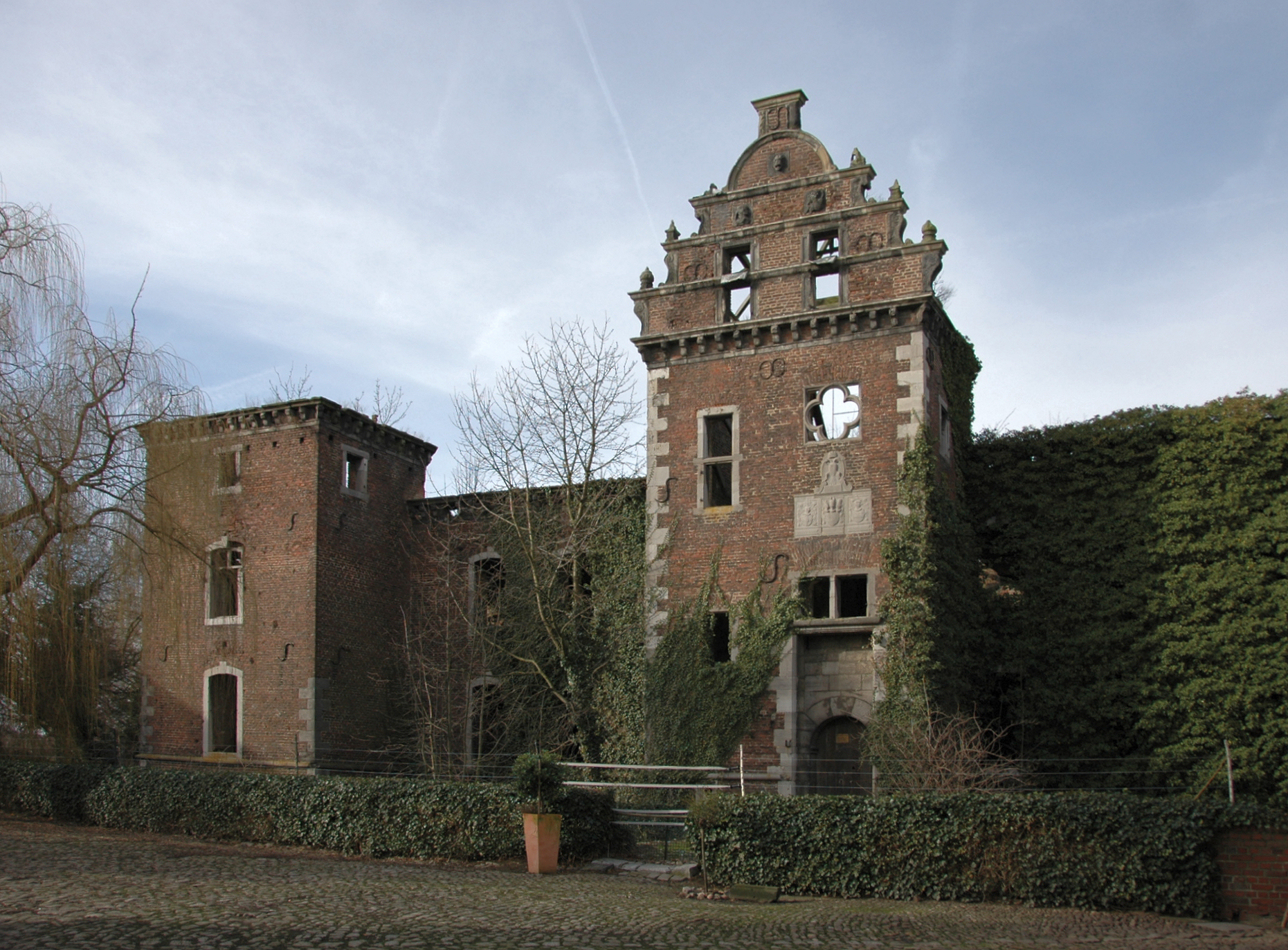
Die Ruine der Deutschordenskommende in Siersdorf von Osten (Hofseite)

Die Deutschordenskommende Siersdorf ist die Ruine eines schlossartigen Herrenhauses im Aldenhovener Ortsteil Siersdorf im nordrhein-westfälischen Kreis Düren. Sie befindet sich westlich der Siersdorfer Pfarrkirche und gehörte zur Ballei Alden Biesen.
Nach starken Beschädigungen im Jahr 1543 während des Dritten Geldrischen Erbfolgekriegs ließ der Landkomtur Heinrich von Reuschenberg zu Setterich das Gebäude ab 1578 im Stil der Renaissance wiederaufbauen. In den 1920er Jahren von den damaligen Eigentümern noch einmal umfassend restauriert, wurde die Kommende im November 1944 durch schwere Artillerietreffer größtenteils zerstört.
Nachdem die Herrenhausruine am 25. April 1986 als Baudenkmal unter Denkmalschutz gestellt worden war, folgte am 4. Oktober 1989 auch die Aufnahme des gesamten Kommendengeländes als Bodendenkmal in die Denkmalliste.

## Architektur
Die Kommende war früher ein fünfteiliges Gebäudeensemble, bestehend aus einem Herrenhaus, südöstlich davon stehenden Wirtschaftsgebäuden mit nahezu U-förmigem Grundriss, einer Kirche sowie zwei landwirtschaftlichen Gutshöfen, dem sogenannten Großen Hof und dem Kleinen Hof.

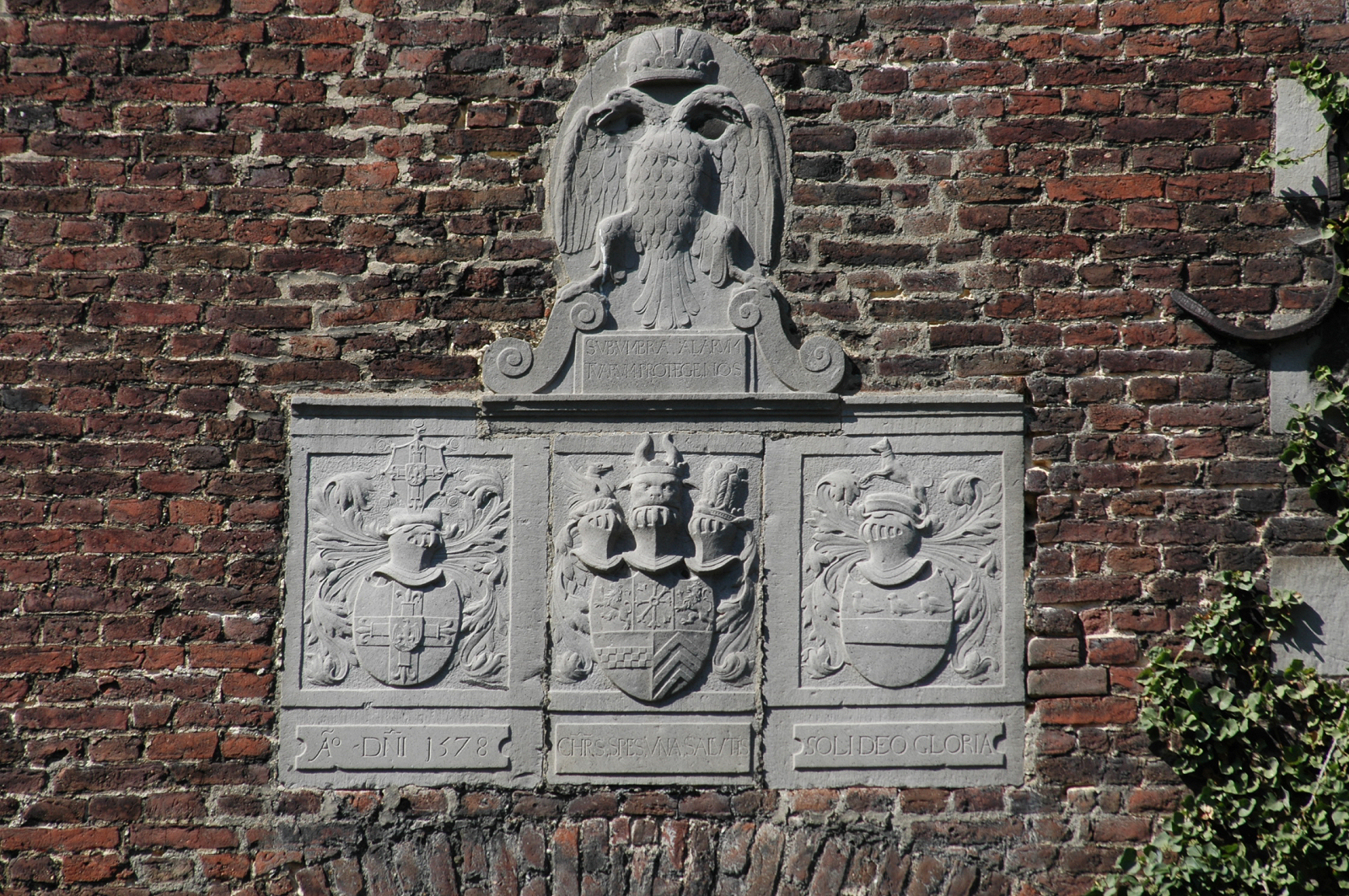
Wappensteine über dem Eingang

Das Herrenhaus aus Backstein ist eine rechteckige, etwa 42 mal 26 Meter messende Einflügelanlage mit vier nahezu quadratischen Ecktürmen, die durch Diagonalgänge vom Hauptbau zugänglich sind. Das zweigeschossige Gebäude im Stil der Renaissance besitzt einen Blausteinsockel und ist von einem etwa acht Meter breiten und fünf Meter tiefen Graben mit einer Kontereskarpe umgeben. Seine Schaufassade zeigt nach Südosten und besitzt in der Mitte einen leicht aus der Mauerflucht hervortretenden Risalit, der in seinem Inneren das Treppenhaus mit einer geradläufigen Treppe aufnimmt. Er wird von einem Staffelgiebel mit Rundbogen bekrönt. Dieser besaß als oberen Abschluss eine kleine Skulptur, die jedoch im Zweiten Weltkrieg zerstört wurde. Auch das ehemalige, vier Geschosse umfassende Walmdach, das die Hälfte der gesamten Gebäudehöhe ausmachte, mit seiner einstigen Laterne und die unterschiedlich geformten Helme der Türme sind nicht mehr erhalten, weil sie ebenfalls durch Kriegseinwirkung zerstört wurden. Über dem Eingang im Risalit finden sich neben dem Wappen des Deutschen Ordens, dem der Vereinigten Herzogtümer Jülich-Kleve-Berg und dem des Erbauers des Herrenhauses, Heinrich von Reuschenberg, auch dessen lateinischer Wahlspruch SOLI DEO GLORIA (deutsch: Einzig Gott zur Ehre) sowie die Inschrift SVB VMBRA ALARVM TVARVM PROTEGE NOS (deutsch: Unter dem Schatten deiner Flügel beschütze uns). Die Wände des Gebäudes sind im Inneren mit einer Schicht aus Stroh und Lehm verputzt, auf die eine zusätzliche dünne Schicht Feinputz aufgetragen ist.
Die benachbarte katholische Pfarrkirche St. Johannes der Täufer war früher zugleich Grablege der in der Kommende wohnenden Ordensritter. Im ersten Viertel des 16. Jahrhunderts durch den Komtur Conrad von Reuschenberg erbaut, ließ dieser ihre Krypta als Begräbnisstätte für die Deutschordensherren ausgestalten. Ebenfalls aus dieser Zeit stammt ihr kunstvoll gestalteter Schnitzaltar aus Flandern. Hans Kunnes datiert ihn in die Zeit von 1520 bis 1522. Das Chorgestühl der Kirche mit dem Wappen des Deutschen Ordens und der Familie Reuschenberg stammt aus der Zeit von Conrads Nachfolger Franz von Reuschenberg, der die Siersdorfer Kommende in den Jahren von 1524 bis 1527 leitete. Neben acht Holzfiguren, die der Werkstatt des Meisters von Elsloo zugeschrieben werden, sind auch das Altarbild von 1541 sowie der in seiner Art einzigartige, vom Komtur Johann von Goer gestiftete Lettnerbogen kunsthistorisch wertvoll.

## Geschichte

### Die Anfänge
Den Grundstein für die 600-jährige Geschichte der Siersdorfer Kommende legte im Jahr 1219 eine Vergabung des Jülicher Grafen Wilhelm III., der dem Deutschen Orden unter anderem die Kirche in Siersdorf „mit allem Zubehör“ schenkte. Es war sein Dank für eine Pflege durch die Ordensbrüder, die Wilhelm III. während des Fünften Kreuzzugs in Jerusalem erfahren hatte, als er an Malaria erkrankt war. Siersdorf war damit die älteste Ordensniederlassung innerhalb der Ballei Alden Biesen. In der Schenkung war auch ein ehemaliges fränkisches Lehnsgut inbegriffen, mit dem das Patronat der benachbarten Kirche verbunden war. An dessen Stelle ließ der Orden in der Zeit von 1264 bis wohl 1267 unter dem Komtur Volcwin(us) den sogenannten Kleinen Hof errichten. Dieses erste Kommendengebäude stand hinter dem heute zerstörten Torbereich der jetzigen Kommende und hinter der Zehntscheune des heutigen Kleinen Hofs. Zeitgleich entstand ein neues Kirchengebäude.
Zuvor hatten die freundschaftlichen Verbindungen des Ordens zum Jülicher Herzogshaus zahlreiche Schenkungen der Jülicher Herrscher und Vergünstigungen nach sich gezogen, welche die Entwicklung des Ordens und die Vergrößerung seines Besitzes in der Siersdorfer Region maßgeblich vorantrieben. So hatte Graf Wilhelm IV. von Jülich zum Beispiel drei Morgen hinter dem damaligen Hof des Ordens gegen drei im Wildstock gelegene Morgen getauscht und damit erst den Bau des ersten Kommendengebäudes ermöglicht.

### Glanzzeit

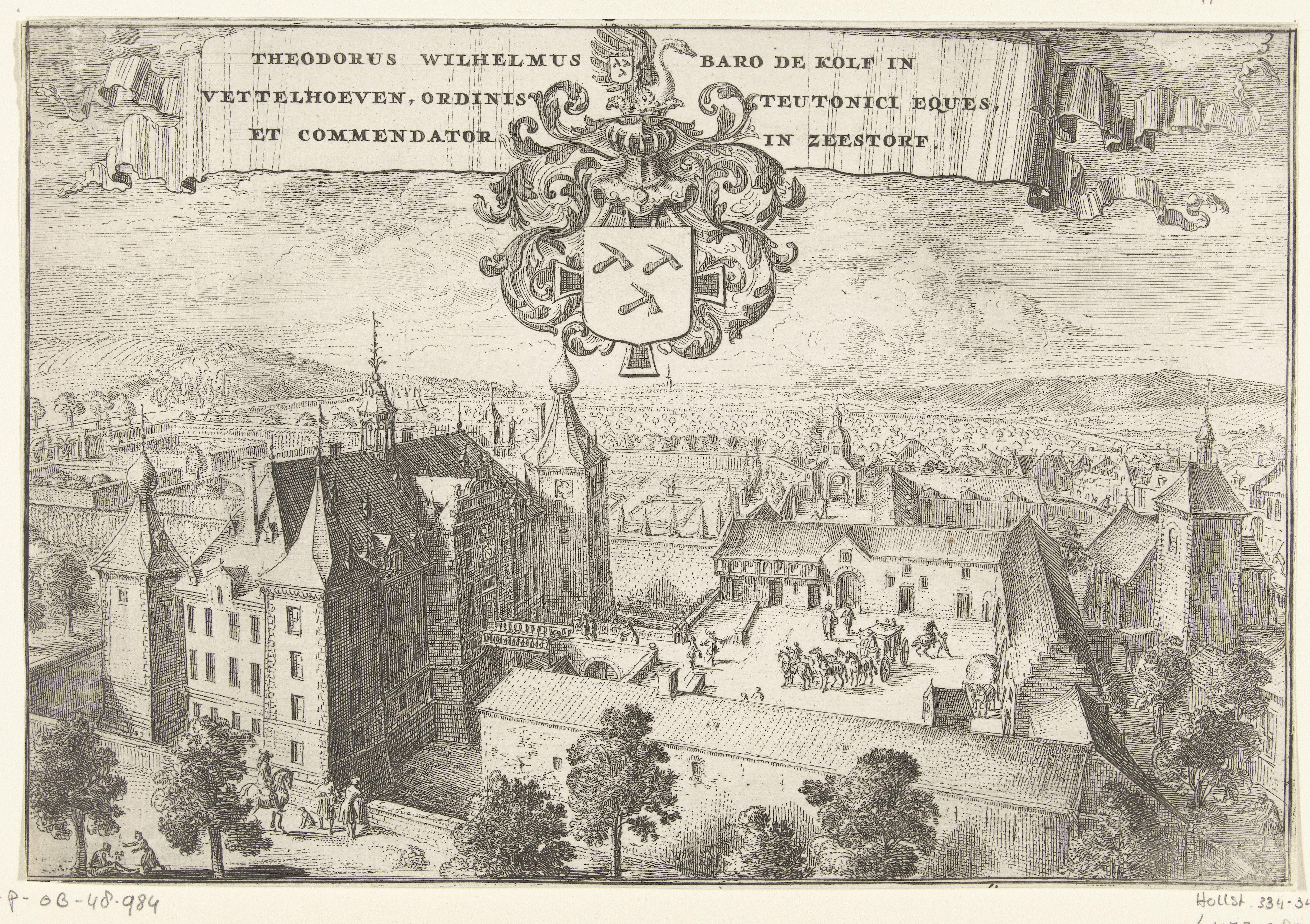
Ansicht der Kommende Siersdorf im Jahr 1700, Radierung von Romeyn de Hooghe

Nachdem unter dem Komtur Conrad von Reuschenberg die benachbarte Kirche zwischen 1510 und 1520 neu errichtet worden war, wurde sie – ebenso wie das Dorf – während des Dritten Geldrischen Erbfolgekriegs 1543 durch Söldner Karls V. niedergebrannt. Die Kommende selbst wurde Opfer einer Plünderung und dabei teilweise zerstört.
Nach dem Weggang des Siersdorfer Komturs Johann von Goer im Jahr 1544 wurde dessen Amt für die folgenden acht Jahre nicht mehr besetzt. Der 1566 ernannte Komtur Adam von Holtorp (auch von Holtorf) hatte die Leitung nur bis April 1569 inne, danach folgte eine 22-jährige Vakanz der Stelle. Während dieser Zeit wurde Siersdorf von Alden Biesen aus verwaltet. Als Administrator der Kommende fungierte dabei Heinrich von Reuschenberg, der ab 1572 zugleich auch Landkomtur Alden Biesens sowie von 1566 bis 1567 und 1580 bis 1584 Komtur der Deutschordenskommende St. Aegidius in Aachen war. Er initiierte 1578 den schon lange nötigen Neubau der Kommendenherrenhauses. Die kostenintensiven Arbeiten dazu wurden von Baumeistern des Deutschen Ordens betreut, doch der Architekt des Gebäudes ist bis heute unbekannt.
Unter Edmund von Reuschenberg zu Overbach, der ab 1591 Komtur in Siersdorf war, erfolgte 1607 der Neubau des Großen Hofs, wovon Edmunds Wappen gemeinsam mit dem des Deutschen Ordens und die entsprechende Jahreszahl am Gebäude künden. Weitere Bautätigkeiten an der Kommende folgten erst wieder 1750. Die Innenausstattung des Herrenhauses wurde modernisiert und die Fenster des Gebäudes barockisiert, indem Stichbogenfenster anstelle der Kreuzstockfenster eingesetzt wurden. Außerdem erhielt das Dach eine Laterne. In direkter Nähe zum Bau befanden sich in jener Zeit Nutz- und Ziergärten.

### Allmählicher Niedergang

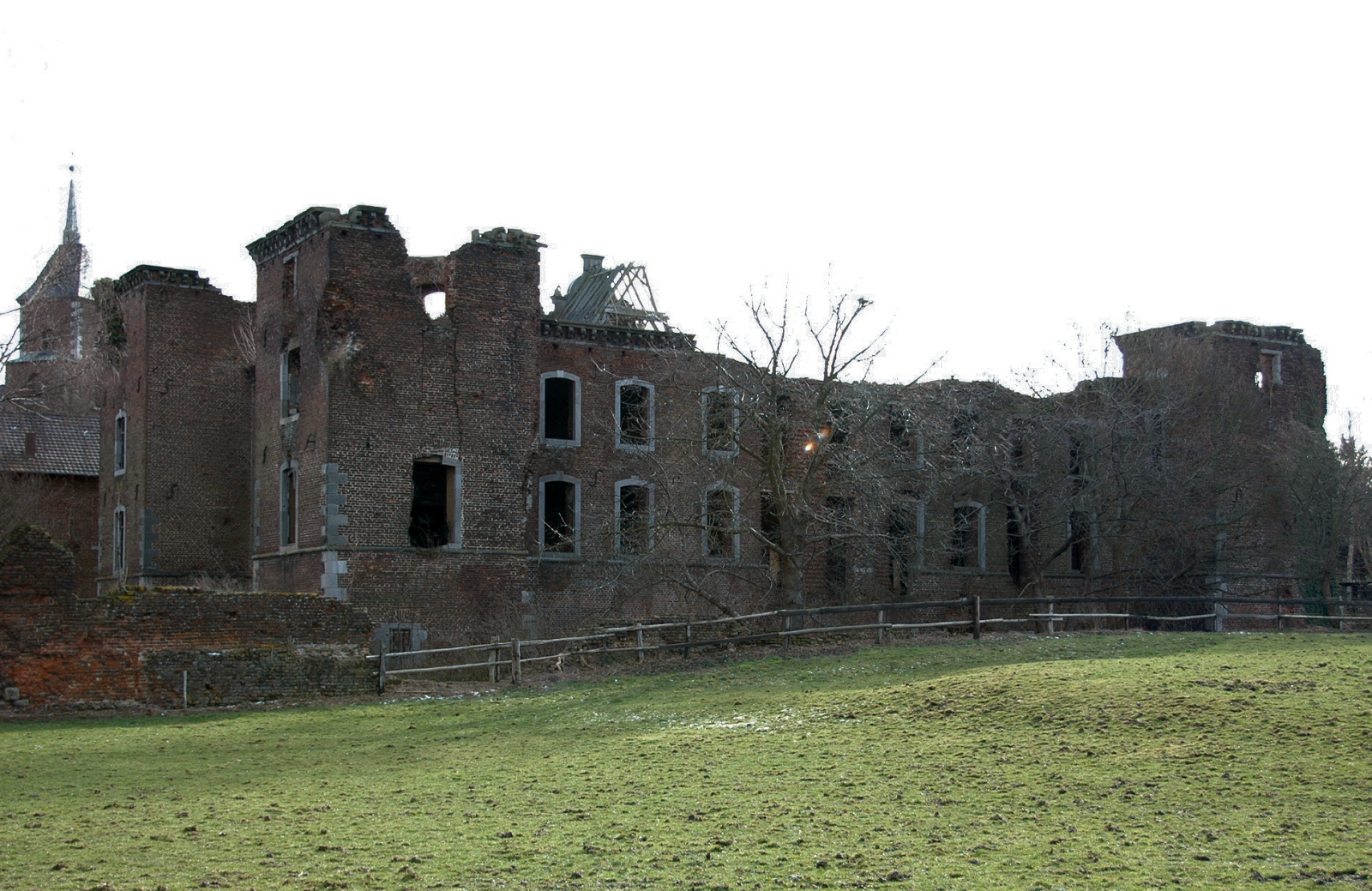
Schwere Schäden im Zweiten Weltkrieg hinterließen das Herrenhaus als Ruine

1794 wurde Siersdorf mitsamt seiner Kommende wie viele andere linksrheinische Gebiete im Zuge des Ersten Koalitionskrieges von französischen Truppen besetzt und kam mit dem Frieden von Lunéville 1801 an Frankreich. Napoleon Bonaparte löste den Deutschen Orden 1809 offiziell auf, und dessen Eigentum wurde verstaatlicht. In der Kommende bezogen Kriegsveteranen der französischen Armee Quartier. Wertvolle Einrichtungsstücke wie zum Beispiel zahlreiche Porträtgemälde von Hochmeistern und Komturen wurden für je einen Franc verkauft, die Möbel verheizt. Viel von der Inneneinrichtung ist während dieser Zeit verschollen.
Ab 1814 gehörte Siersdorf zu Preußen, dessen Domänenverwaltung die Verkäufe von einstigem Kommenden-Eigentum an private Interessenten fortsetzte. Das Herrenhaus wurde am 8. Februar 1820 versteigert und kam mit 394 Morgen Land für 41.000 Taler an den Laurensberger Gerhard Heusch und damit in Privatbesitz. Dessen Familie ließ das Herrenhaus in den 1920er Jahren noch einmal umfassend restaurieren.

### Zerstörung im Zweiten Weltkrieg
Während des Zweiten Weltkriegs trug die Siersdorfer Kommende schwere Schäden davon. Ein amerikanischer Artillerietreffer zog das Dach in Mitleidenschaft, während ein zweiter Treffer den Nordturm erheblich beschädigte. Am 18. November 1944 gelang es amerikanischen Truppen, die Anlage einzunehmen, die anschließend als Kommandoposten genutzt wurde. In den Kriegswirren ging die Inneneinrichtung des Herrenhauses verloren.
Die Kriegsschäden wurden vorerst nicht beseitigt, sodass ein allmählicher Verfall des Hauptgebäudes einsetzte. 1950 musste die Eigentümerfamilie außerdem große Teile des zur Kommende gehörenden Besitzes an den Eschweiler Bergwerks-Verein (EBV) abgeben. Neben Ländereien zählten dazu auch die Wirtschaftsgebäude der Anlage. Trotz einiger Sicherheitsmaßnahmen in den 1950er und 1960er Jahren verfiel die Ruine des Herrenhauses weiter, denn der Umfang der Arbeiten reichte gerade nur so weit, dass die Reste des Gebäudes nicht vollkommen einstürzten.

### Wiederaufbaupläne
Die Ruine des Herrenhauses befindet sich heute in einem „bedenklichen Zustand“. 2001 gründete sich ein Förderverein, um Pläne für den Wiederaufbau der Kommende voranzutreiben und zu unterstützen. Im Zuge dieser Bemühungen entstanden 2006 am Institut für Baugeschichte und Denkmalpflege der Fakultät für Architektur an der Fachhochschule Köln fünf Diplomarbeiten, die Erhaltungs- und Nutzungskonzepte für die Kommende Siersdorf beinhalten. Sie wurden jedoch allesamt nicht umgesetzt. Im Mai 2012 erhielt der Förderverein aber eine Zusage von der Bundesregierung über Fördermittel in Höhe von bis zu 150.000 Euro, um die bauliche Grundsicherung der in ihrer Substanz stark gefährdeten Ruine zu gewährleisten. Im Monat darauf übertrug die damalige Eigentümerin, eine 22-köpfige Erbengemeinschaft, das Anwesen am 5. Juni 2012 an den Förderverein, der im November 2013 eine dringend nötige Dachsanierung durchführen ließ. Nach einer erfolgten Sanierung des Kommendengebäudes ist angedacht, es unter anderem als Dokumentationszentrum des Deutschen Ordens zu nutzen. Die NRW-Stiftung bewilligte eine Beihilfe für Notsicherungsmaßnahmen am Herrenhaus der ehemaligen Deutschordens-Kommende.
- Volcwin(us) (1267–1268)
- Godfried van Stockem (1270–1274)
- Gyso von Hergenroth (1305–1308)
- Gerard von Runkel (1308–1322)
- Godfried von Lerreghe und Burke (1327)
- Godfried van Kerkom (1331)
- Otto von Zalem (1333)
- Johann von Scherve (1341)
- Reinhard von Welhoven (1344)
- Geldorf von Likburgh (1348)
- Baldewin von Ferkeshoven (1350)
- Jan von Montzen (Johann von Muntzen) (1373–1392)
- Godart von Bloedorp (1407)
- Diederik van Havert (1424–1441)
- Goswin von Cortenbach (1454–1462)
- Hugo von Sevenberch (1462–1491)
- Conrad von Reuschenberg zu Setterich (1491–1522)
- Franz von Reuschenberg zu Setterich (1524–1547)
- Johann von Goer (1547–1554)
- 1554-1566: Komtursstelle vakant
- Adam von Holtrop (1566–1569)
- 1569-1591: Komtursstelle vakant, als Administrator Heinrich von Reuschenberg
- Edmond von Reuschenberg zu Overbach (1591–1623)
- Johann von Eynatten zu Opsinnich (1624–1649)
- Wilhelm von Neuhoff (1649–1676)
- Kaspar Schenck von Nideggen zu Hellenraedt (1677–1688)
- Bertram Wessel von Loe zu Wissen (1688–1691)
- Wilhelm Dietrich von Kolff zu Vettelhoven (1691–1717)
- Heinrich Schenck von Nideggen (1728–1732)
- Philipp Emmerich von Eltz (1734)
- Franz Gerhard von Cortenbach (1736–1742)
- Johann Kaspar von Hillesheim (1744–1761)
- Franz Theodor vom Rump (1762–1770)
- Raimund Kasimir von Lamberg (1771–1775)
- Lothar Franz von Horneck (1775–1776)
- Clemens August von Plettenberg (1776–1778)
- Lothar Franz von Horneck (1778–1805)